# Campeonato Mundial Feminino de Curling de 2012
O Campeonato Mundial Feminino de Curling de 2012, denominado de Campeonato Mundial Feminino de Curling Ford de 2012 por motivos de patrocínio, foi um torneio de seleções femininas de curling disputado no ENMAX Centre em Lethbridge, Canadá.
Pela primeira vez desde 1983 a Suíça venceu a competição, derrotando a Suécia na final pelo placar de 7–6.

## Qualificação
As seguintes equipes se classificaram para participar do Mundial de Curling de 2012:
- Canadá (país-sede)
- Uma equipe das Américas
  -  Estados Unidos

- Oito equipes do Campeonato Europeu de Curling de 2011
  -  Suécia
  -  Escócia
  -  Rússia
  -  Dinamarca
  -  Alemanha
  -  Itália
  -  Suíça 
  -  Chéquia

- Duas equipes do Campeonato Pacífico-Ásia de Curling de 2011
  -  China
  -  Coreia do Sul

## Equipes participantes
As equipes participantes são as seguintes:
| Canadá | China | Chéquia | Dinamarca |
| --- | --- | --- | --- |
| Saville SC, Edmonton Capitã: Heather Nedohin Terceira: Beth Iskiw Segunda: Jessica Mair Primeira: Laine Peters Alternate: Amy Nixon                                 | Harbin CC, Harbin Capitã: Wang Bingyu Terceira: Yue Qingshuang Segunda: Liu Jinli Primeira: Zhou Yan Alternate: Sun Yue                                      | CC Dion, Praga Capitã: Linda Klímová Terceira: Kamila Mošová Segunda: Lenka Černovská Primeira: Kateřina Urbanová Alternate: Sara Jahodova               | Hvidovre CC, Hvidovre Capitã: Lene Nielsen Terceira: Helle Simonsen Segunda: Jeanne Ellegaard Primeira: Maria Poulsen Alternate: Mette de Neergaard           |
| Alemanha | Itália | Rússia | Escócia |
| SC Riessersee, Garmisch-Partenkirchen Quarta: Imogen Oona Lehmann Capitã: Melanie Robillard* Segunda: Corinna Scholz Primeira: Stella Heiß Alternate: Monika Wagner | Dolomiti CC, Cortina d'Ampezzo Capitã: Diana Gaspari Terceira: Giorgia Apollonio Segunda: Chiara Olivieri Primeira: Claudia Alvera Alternate: Veronica Gerbi | Moskvitch CC, Moscou Capitã: Anna Sidorova Terceira: Liudmila Privivkova Segunda: Margarita Fomina Primeira: Ekaterina Galkina Alternate: Nkeiruka Ezekh | Dunkeld CC, Dunkeld Capitã: Eve Muirhead Terceira: Anna Sloan Segunda: Vicki Adams Primeira: Claire Hamilton Alternate: Kelly Wood                            |
| Coreia do Sul | Suécia | Suíça | Estados Unidos |
| Gyeonjgido CC, Gyeonjgido Capitã: Kim Ji-sun Terceira: Lee Seul-bee Segunda: Shin Mi-sung Primeira: Gim Un-chi Alternate: Lee Hyun-jung                             | Skellefteå CK, Skellefteå Quarta: Maria Prytz Terceira: Christina Bertrup Segunda: Maria Wennerström Capitã: Margaretha Sigfridsson Alternate: Sabina Kraupp | Davos CC, Davos Capitã: Mirjam Ott Terceira: Carmen Schäfer Segunda: Carmen Küng Primeira: Janine Greiner Alternate: Alina Pätz                          | St. Paul CC, St. Paul Capitã: Allison Pottinger Terceira: Nicole Joraanstad Segunda: Natalie Nicholson Primeira: Tabitha Peterson Alternate: Cassandra Potter |

## Fase classificatória
Na fase classificatória, as equipes enfrentam-se, classificando as quatro melhores.

### Classificação
| Legenda | Legenda                                |
| ------- | -------------------------------------- |
|         | Classificados para os Playoffs         |
|         | Classificados para a partida desempate |

| Equipes        | Capitãs                | V | D | PF | PA | V (Ends) | L (Ends) | Ends zerados | Ends quebrados | Pct. |
| -------------- | ---------------------- | - | - | -- | -- | -------- | -------- | ------------ | -------------- | ---- |
| Suécia         | Margaretha Sigfridsson | 8 | 3 | 77 | 51 | 43       | 37       | 20           | 6              | 85   |
| Suíça          | Mirjam Ott             | 8 | 3 | 72 | 58 | 45       | 41       | 20           | 9              | 86   |
| Coreia do Sul  | Kim Ji-sun             | 8 | 3 | 75 | 57 | 48       | 39       | 20           | 14             | 83   |
| Canadá         | Heather Nedohin        | 7 | 4 | 67 | 70 | 44       | 46       | 16           | 15             | 85   |
| Estados Unidos | Allison Pottinger      | 7 | 4 | 74 | 61 | 48       | 43       | 13           | 13             | 86   |
| Escócia        | Eve Muirhead           | 6 | 5 | 67 | 65 | 41       | 43       | 17           | 7              | 83   |
| Alemanha       | Melanie Robillard      | 5 | 6 | 61 | 71 | 43       | 45       | 19           | 7              | 79   |
| Dinamarca      | Lene Nielsen           | 5 | 6 | 66 | 72 | 46       | 47       | 12           | 10             | 83   |
| Rússia         | Anna Sidorova          | 4 | 7 | 61 | 70 | 41       | 49       | 18           | 4              | 82   |
| Itália         | Diana Gaspari          | 3 | 8 | 59 | 80 | 42       | 47       | 13           | 8              | 78   |
| China          | Wang Bingyu            | 3 | 8 | 68 | 73 | 43       | 48       | 18           | 10             | 84   |
| Chéquia        | Linda Klímová          | 2 | 9 | 64 | 83 | 48       | 46       | 9            | 10             | 79   |

### Resultados
Todas as partidas seguem o horário local (UTC−7).
Primeira rodada
Sábado, 17 de março, 14:00
| Pista A              | LSFE    | 1 | 2 | 3 | 4 | 5 | 6 | 7 | 8 | 9 | 10 | Final |
| -------------------- | ------- | - | - | - | - | - | - | - | - | - | -- | ----- |
| Dinamarca (Nielsen)  |         | 0 | 0 | 0 | 0 | 1 | 0 | 0 | 2 | 0 | X  | 3     |
| Alemanha (Robillard) | Martelo | 0 | 0 | 1 | 0 | 0 | 1 | 2 | 0 | 2 | X  | 6     |

| Pista B              | LSFE    | 1 | 2 | 3 | 4 | 5 | 6 | 7 | 8 | 9 | 10 | Final |
| -------------------- | ------- | - | - | - | - | - | - | - | - | - | -- | ----- |
| Itália (Gaspari)     | Martelo | 0 | 0 | 0 | 1 | 0 | 1 | 0 | 1 | 0 | X  | 3     |
| Suécia (Sigfridsson) |         | 0 | 0 | 2 | 0 | 0 | 0 | 3 | 0 | 4 | X  | 9     |

| Pista C             | LSFE    | 1 | 2 | 3 | 4 | 5 | 6 | 7 | 8 | 9 | 10 | Final |
| ------------------- | ------- | - | - | - | - | - | - | - | - | - | -- | ----- |
| Coreia do Sul (Kim) | Martelo | 0 | 0 | 2 | 0 | 0 | 1 | 0 | 0 | 0 | X  | 3     |
| Chéquia (Klímová)   |         | 2 | 1 | 0 | 1 | 0 | 0 | 1 | 0 | 1 | X  | 6     |

| Pista D            | LSFE    | 1 | 2 | 3 | 4 | 5 | 6 | 7 | 8 | 9 | 10 | Final |
| ------------------ | ------- | - | - | - | - | - | - | - | - | - | -- | ----- |
| Escócia (Muirhead) |         | 0 | 1 | 0 | 0 | 2 | 0 | 2 | 2 | 0 | 1  | 8     |
| Rússia (Sidorova)  | Martelo | 1 | 0 | 2 | 0 | 0 | 1 | 0 | 0 | 3 | 0  | 7     |

Segunda rodada
Sábado, 17 de março, 19:00
| Pista A           | LSFE    | 1 | 2 | 3 | 4 | 5 | 6 | 7 | 8 | 9 | 10 | Final |
| ----------------- | ------- | - | - | - | - | - | - | - | - | - | -- | ----- |
| Chéquia (Klímová) |         | 3 | 0 | 1 | 0 | 0 | 1 | 0 | 1 | 0 | 2  | 8     |
| Itália (Gaspari)  | Martelo | 0 | 1 | 0 | 0 | 2 | 0 | 1 | 0 | 1 | 0  | 5     |

| Pista B                    | LSFE    | 1 | 2 | 3 | 4 | 5 | 6 | 7 | 8 | 9 | 10 | Final |
| -------------------------- | ------- | - | - | - | - | - | - | - | - | - | -- | ----- |
| Canadá (Nedohin)           | Martelo | 1 | 1 | 0 | 1 | 0 | 0 | 2 | 3 | 0 | 0  | 8     |
| Estados Unidos (Pottinger) |         | 0 | 0 | 2 | 0 | 1 | 1 | 0 | 0 | 2 | 1  | 7     |

| Pista C      | LSFE    | 1 | 2 | 3 | 4 | 5 | 6 | 7 | 8 | 9 | 10 | Final |
| ------------ | ------- | - | - | - | - | - | - | - | - | - | -- | ----- |
| Suíça (Ott)  | Martelo | 1 | 0 | 0 | 2 | 2 | 0 | 0 | 1 | 0 | 1  | 7     |
| China (Wang) |         | 0 | 1 | 0 | 0 | 0 | 2 | 0 | 0 | 2 | 0  | 5     |

| Pista D              | LSFE    | 1 | 2 | 3 | 4 | 5 | 6 | 7 | 8 | 9 | 10 | Final |
| -------------------- | ------- | - | - | - | - | - | - | - | - | - | -- | ----- |
| Coreia do Sul (Kim)  |         | 0 | 1 | 0 | 0 | 2 | 0 | 2 | 1 | 0 | 3  | 9     |
| Suécia (Sigfridsson) | Martelo | 3 | 0 | 0 | 2 | 0 | 2 | 0 | 0 | 1 | 0  | 8     |

Terceira rodada
Domingo, 18 de março, 9:00
| Pista B             | LSFE    | 1 | 2 | 3 | 4 | 5 | 6 | 7 | 8 | 9 | 10 | Final |
| ------------------- | ------- | - | - | - | - | - | - | - | - | - | -- | ----- |
| Rússia (Sidorova)   | Martelo | 1 | 0 | 1 | 0 | 0 | 1 | 0 | 1 | 1 | 0  | 5     |
| Dinamarca (Nielsen) |         | 0 | 2 | 0 | 1 | 1 | 0 | 2 | 0 | 0 | 1  | 7     |

| Pista C              | LSFE    | 1 | 2 | 3 | 4 | 5 | 6 | 7 | 8 | 9 | 10 | 11 | Final |
| -------------------- | ------- | - | - | - | - | - | - | - | - | - | -- | -- | ----- |
| Escócia (Muirhead)   | Martelo | 0 | 0 | 0 | 0 | 2 | 0 | 0 | 2 | 0 | 2  | 0  | 6     |
| Alemanha (Robillard) |         | 0 | 0 | 1 | 1 | 0 | 2 | 0 | 0 | 2 | 0  | 1  | 7     |

Quarta rodada
Domingo, 18 de março, 14:30
| Pista A                    | LSFE    | 1 | 2 | 3 | 4 | 5 | 6 | 7 | 8 | 9 | 10 | Final |
| -------------------------- | ------- | - | - | - | - | - | - | - | - | - | -- | ----- |
| Estados Unidos (Pottinger) | Martelo | 0 | 1 | 0 | 2 | 0 | 2 | 0 | 0 | 2 | 0  | 7     |
| Suíça (Ott)                |         | 2 | 0 | 2 | 0 | 2 | 0 | 0 | 2 | 0 | 3  | 11    |

| Pista B              | LSFE    | 1 | 2 | 3 | 4 | 5 | 6 | 7 | 8 | 9 | 10 | Final |
| -------------------- | ------- | - | - | - | - | - | - | - | - | - | -- | ----- |
| Suécia (Sigfridsson) | Martelo | 0 | 2 | 1 | 0 | 2 | 0 | 3 | 0 | 2 | X  | 10    |
| Chéquia (Klímová)    |         | 1 | 0 | 0 | 1 | 0 | 1 | 0 | 2 | 0 | X  | 5     |

| Pista C             | LSFE    | 1 | 2 | 3 | 4 | 5 | 6 | 7 | 8 | 9 | 10 | Final |
| ------------------- | ------- | - | - | - | - | - | - | - | - | - | -- | ----- |
| Itália (Gaspari)    | Martelo | 0 | 1 | 1 | 0 | 0 | 1 | 1 | 1 | 0 | 0  | 5     |
| Coreia do Sul (Kim) |         | 1 | 0 | 0 | 0 | 3 | 0 | 0 | 0 | 1 | 1  | 6     |

| Pista D          | LSFE    | 1 | 2 | 3 | 4 | 5 | 6 | 7 | 8 | 9 | 10 | Final |
| ---------------- | ------- | - | - | - | - | - | - | - | - | - | -- | ----- |
| Canadá (Nedohin) | Martelo | 0 | 1 | 0 | 2 | 0 | 2 | 0 | 1 | 0 | 1  | 7     |
| China (Wang)     |         | 0 | 0 | 1 | 0 | 1 | 0 | 1 | 0 | 2 | 0  | 5     |

Quinta rodada
Domingo, 18 de março, 19:30
| Pista A              | LSFE    | 1 | 2 | 3 | 4 | 5 | 6 | 7 | 8 | 9 | 10 | Final |
| -------------------- | ------- | - | - | - | - | - | - | - | - | - | -- | ----- |
| Alemanha (Robillard) |         | 0 | 1 | 0 | 2 | 0 | 1 | 0 | 0 | 0 | 0  | 4     |
| Rússia (Sidorova)    | Martelo | 1 | 0 | 1 | 0 | 1 | 0 | 1 | 0 | 0 | 2  | 6     |

| Pista B          | LSFE    | 1 | 2 | 3 | 4 | 5 | 6 | 7 | 8 | 9 | 10 | Final |
| ---------------- | ------- | - | - | - | - | - | - | - | - | - | -- | ----- |
| Suíça (Ott)      |         | 0 | 1 | 1 | 0 | 0 | 2 | 1 | 0 | 0 | 0  | 5     |
| Canadá (Nedohin) | Martelo | 2 | 0 | 0 | 0 | 2 | 0 | 0 | 1 | 0 | 1  | 6     |

| Pista C                    | LSFE    | 1 | 2 | 3 | 4 | 5 | 6 | 7 | 8 | 9 | 10 | Final |
| -------------------------- | ------- | - | - | - | - | - | - | - | - | - | -- | ----- |
| China (Wang)               |         | 0 | 1 | 1 | 0 | 1 | 2 | 1 | 1 | 0 | 1  | 8     |
| Estados Unidos (Pottinger) | Martelo | 1 | 0 | 0 | 2 | 0 | 0 | 0 | 0 | 1 | 0  | 4     |

| Pista D             | LSFE    | 1 | 2 | 3 | 4 | 5 | 6 | 7 | 8 | 9 | 10 | Final |
| ------------------- | ------- | - | - | - | - | - | - | - | - | - | -- | ----- |
| Dinamarca (Nielsen) |         | 0 | 1 | 1 | 1 | 1 | 0 | 0 | 2 | 0 | X  | 6     |
| Escócia (Muirhead)  | Martelo | 3 | 0 | 0 | 0 | 0 | 0 | 1 | 0 | 4 | X  | 8     |

Sexta rodada
Segunda-feira, 19 de março, 9:00
| Pista A             | LSFE    | 1 | 2 | 3 | 4 | 5 | 6 | 7 | 8 | 9 | 10 | Final |
| ------------------- | ------- | - | - | - | - | - | - | - | - | - | -- | ----- |
| Escócia (Muirhead)  |         | 0 | 0 | 0 | 0 | 0 | 1 | 1 | 0 | 0 | X  | 2     |
| Coreia do Sul (Kim) | Martelo | 0 | 0 | 0 | 2 | 2 | 0 | 0 | 2 | 1 | X  | 7     |

| Pista B           | LSFE    | 1 | 2 | 3 | 4 | 5 | 6 | 7 | 8 | 9 | 10 | Final |
| ----------------- | ------- | - | - | - | - | - | - | - | - | - | -- | ----- |
| Rússia (Sidorova) |         | 0 | 0 | 0 | 2 | 0 | 3 | 0 | 1 | 0 | X  | 6     |
| Itália (Gaspari)  | Martelo | 1 | 1 | 1 | 0 | 1 | 0 | 3 | 0 | 3 | X  | 10    |

| Pista C             | LSFE    | 1 | 2 | 3 | 4 | 5 | 6 | 7 | 8 | 9 | 10 | Final |
| ------------------- | ------- | - | - | - | - | - | - | - | - | - | -- | ----- |
| Dinamarca (Nielsen) |         | 0 | 2 | 0 | 0 | 2 | 0 | 3 | 0 | 1 | 0  | 8     |
| Chéquia (Klímová)   | Martelo | 2 | 0 | 1 | 1 | 0 | 1 | 0 | 1 | 0 | 1  | 7     |

| Pista D              | LSFE    | 1 | 2 | 3 | 4 | 5 | 6 | 7 | 8 | 9 | 10 | Final |
| -------------------- | ------- | - | - | - | - | - | - | - | - | - | -- | ----- |
| Alemanha (Robillard) | Martelo | 1 | 0 | 0 | 1 | 0 | 2 | 0 | X | X | X  | 4     |
| Suécia (Sigfridsson) |         | 0 | 3 | 1 | 0 | 1 | 0 | 5 | X | X | X  | 10    |

Sétima rodada
Segunda-feira, 19 de março, 14:00
| Pista A          | LSFE    | 1 | 2 | 3 | 4 | 5 | 6 | 7 | 8 | 9 | 10 | Final |
| ---------------- | ------- | - | - | - | - | - | - | - | - | - | -- | ----- |
| Itália (Gaspari) |         | 0 | 2 | 0 | 1 | 0 | 0 | 0 | 3 | 0 | 1  | 7     |
| China (Wang)     | Martelo | 1 | 0 | 3 | 0 | 0 | 0 | 0 | 0 | 1 | 0  | 5     |

| Pista B                    | LSFE    | 1 | 2 | 3 | 4 | 5 | 6 | 7 | 8 | 9 | 10 | Final |
| -------------------------- | ------- | - | - | - | - | - | - | - | - | - | -- | ----- |
| Coreia do Sul (Kim)        |         | 0 | 0 | 2 | 0 | 0 | 3 | 2 | 0 | 1 | X  | 8     |
| Estados Unidos (Pottinger) | Martelo | 0 | 1 | 0 | 1 | 0 | 0 | 0 | 1 | 0 | X  | 3     |

| Pista C              | LSFE    | 1 | 2 | 3 | 4 | 5 | 6 | 7 | 8 | 9 | 10 | Final |
| -------------------- | ------- | - | - | - | - | - | - | - | - | - | -- | ----- |
| Suécia (Sigfridsson) |         | 0 | 0 | 1 | 0 | 2 | 0 | 0 | 2 | 0 | 2  | 7     |
| Suíça (Ott)          | Martelo | 0 | 1 | 0 | 1 | 0 | 0 | 1 | 0 | 1 | 0  | 4     |

| Pista D           | LSFE    | 1 | 2 | 3 | 4 | 5 | 6 | 7 | 8 | 9 | 10 | Final |
| ----------------- | ------- | - | - | - | - | - | - | - | - | - | -- | ----- |
| Chéquia (Klímová) | Martelo | 0 | 5 | 0 | 0 | 0 | 0 | 0 | 0 | 1 | 1  | 7     |
| Canadá (Nedohin)  |         | 0 | 0 | 2 | 3 | 0 | 1 | 1 | 1 | 0 | 0  | 8     |

Oitava rodada
Segunda-feira, 19 de março, 19:00
| Pista A             | LSFE    | 1 | 2 | 3 | 4 | 5 | 6 | 7 | 8 | 9 | 10 | 11 | Final |
| ------------------- | ------- | - | - | - | - | - | - | - | - | - | -- | -- | ----- |
| Canadá (Nedohin)    |         | 0 | 0 | 0 | 0 | 2 | 0 | 2 | 0 | 1 | 2  | 0  | 7     |
| Dinamarca (Nielsen) | Martelo | 0 | 1 | 1 | 1 | 0 | 2 | 0 | 2 | 0 | 0  | 2  | 9     |

| Pista B              | LSFE    | 1 | 2 | 3 | 4 | 5 | 6 | 7 | 8 | 9 | 10 | Final |
| -------------------- | ------- | - | - | - | - | - | - | - | - | - | -- | ----- |
| Suíça (Ott)          | Martelo | 0 | 2 | 0 | 1 | 1 | 0 | 0 | 0 | 0 | 3  | 7     |
| Alemanha (Robillard) |         | 0 | 0 | 2 | 0 | 0 | 1 | 0 | 1 | 0 | 0  | 4     |

| Pista C                    | LSFE    | 1 | 2 | 3 | 4 | 5 | 6 | 7 | 8 | 9 | 10 | Final |
| -------------------------- | ------- | - | - | - | - | - | - | - | - | - | -- | ----- |
| Estados Unidos (Pottinger) | Martelo | 0 | 2 | 1 | 2 | 0 | 2 | 0 | X | X | X  | 7     |
| Escócia (Muirhead)         |         | 0 | 0 | 0 | 0 | 1 | 0 | 1 | X | X | X  | 2     |

| Pista D           | LSFE    | 1 | 2 | 3 | 4 | 5 | 6 | 7 | 8 | 9 | 10 | Final |
| ----------------- | ------- | - | - | - | - | - | - | - | - | - | -- | ----- |
| China (Wang)      |         | 0 | 0 | 0 | 2 | 0 | 2 | 0 | 1 | 0 | 0  | 5     |
| Rússia (Sidorova) | Martelo | 0 | 0 | 3 | 0 | 2 | 0 | 1 | 0 | 0 | 1  | 7     |

Nona rodada
Terça-feira, 20 de março, 9:00
| Pista A                    | LSFE    | 1 | 2 | 3 | 4 | 5 | 6 | 7 | 8 | 9 | 10 | Final |
| -------------------------- | ------- | - | - | - | - | - | - | - | - | - | -- | ----- |
| Estados Unidos (Pottinger) | Martelo | 1 | 1 | 0 | 3 | 0 | 0 | 3 | 0 | 0 | 1  | 9     |
| Alemanha (Robillard)       |         | 0 | 0 | 1 | 0 | 0 | 3 | 0 | 2 | 1 | 0  | 7     |

| Pista B             | LSFE    | 1 | 2 | 3 | 4 | 5 | 6 | 7 | 8 | 9 | 10 | Final |
| ------------------- | ------- | - | - | - | - | - | - | - | - | - | -- | ----- |
| China (Wang)        |         | 0 | 1 | 0 | 3 | 0 | 1 | 0 | 2 | 0 | 0  | 7     |
| Dinamarca (Nielsen) | Martelo | 0 | 0 | 2 | 0 | 1 | 0 | 1 | 0 | 1 | 1  | 6     |

| Pista C           | LSFE    | 1 | 2 | 3 | 4 | 5 | 6 | 7 | 8 | 9 | 10 | Final |
| ----------------- | ------- | - | - | - | - | - | - | - | - | - | -- | ----- |
| Canadá (Nedohin)  | Martelo | 2 | 1 | 0 | 0 | 0 | 2 | 0 | 1 | 0 | 1  | 7     |
| Rússia (Sidorova) |         | 0 | 0 | 1 | 0 | 2 | 0 | 1 | 0 | 1 | 0  | 5     |

| Pista D            | LSFE    | 1 | 2 | 3 | 4 | 5 | 6 | 7 | 8 | 9 | 10 | Final |
| ------------------ | ------- | - | - | - | - | - | - | - | - | - | -- | ----- |
| Suíça (Ott)        |         | 0 | 0 | 1 | 0 | 1 | 1 | 0 | 1 | 0 | 1  | 5     |
| Escócia (Muirhead) | Martelo | 0 | 1 | 0 | 0 | 0 | 0 | 1 | 0 | 2 | 0  | 4     |

Décima rodada
Terça-feira, 20 de março, 14:00
| Pista A              | LSFE    | 1 | 2 | 3 | 4 | 5 | 6 | 7 | 8 | 9 | 10 | Final |
| -------------------- | ------- | - | - | - | - | - | - | - | - | - | -- | ----- |
| Rússia (Sidorova)    | Martelo | 0 | 1 | 0 | 0 | 0 | 5 | 0 | 1 | 0 | X  | 7     |
| Suécia (Sigfridsson) |         | 0 | 0 | 0 | 1 | 0 | 0 | 1 | 0 | 1 | X  | 3     |

| Pista B            | LSFE    | 1 | 2 | 3 | 4 | 5 | 6 | 7 | 8 | 9 | 10 | Final |
| ------------------ | ------- | - | - | - | - | - | - | - | - | - | -- | ----- |
| Escócia (Muirhead) | Martelo | 2 | 0 | 2 | 0 | 0 | 2 | 0 | 2 | 0 | X  | 8     |
| Chéquia (Klímová)  |         | 0 | 1 | 0 | 1 | 0 | 0 | 2 | 0 | 1 | X  | 5     |

| Pista C              | LSFE    | 1 | 2 | 3 | 4 | 5 | 6 | 7 | 8 | 9 | 10 | Final |
| -------------------- | ------- | - | - | - | - | - | - | - | - | - | -- | ----- |
| Alemanha (Robillard) | Martelo | 0 | 2 | 2 | 0 | 1 | 0 | 1 | 0 | 3 | X  | 9     |
| Itália (Gaspari)     |         | 0 | 0 | 0 | 2 | 0 | 2 | 0 | 2 | 0 | X  | 6     |

| Pista D             | LSFE    | 1 | 2 | 3 | 4 | 5 | 6 | 7 | 8 | 9 | 10 | 11 | Final |
| ------------------- | ------- | - | - | - | - | - | - | - | - | - | -- | -- | ----- |
| Dinamarca (Nielsen) |         | 0 | 0 | 2 | 0 | 3 | 0 | 2 | 1 | 0 | 0  | 0  | 8     |
| Coreia do Sul (Kim) | Martelo | 0 | 1 | 0 | 3 | 0 | 1 | 0 | 0 | 2 | 1  | 1  | 9     |

Décima-primeira rodada
Terça-feira, 20 de março, 20:00
| Pista A           | LSFE    | 1 | 2 | 3 | 4 | 5 | 6 | 7 | 8 | 9 | 10 | Final |
| ----------------- | ------- | - | - | - | - | - | - | - | - | - | -- | ----- |
| Chéquia (Klímová) |         | 0 | 1 | 0 | 2 | 1 | 0 | 1 | X | X | X  | 5     |
| Suíça (Ott)       | Martelo | 2 | 0 | 6 | 0 | 0 | 1 | 0 | X | X | X  | 9     |

| Pista B              | LSFE    | 1 | 2 | 3 | 4 | 5 | 6 | 7 | 8 | 9 | 10 | Final |
| -------------------- | ------- | - | - | - | - | - | - | - | - | - | -- | ----- |
| Suécia (Sigfridsson) |         | 0 | 0 | 3 | 0 | 3 | 0 | 1 | 1 | 0 | X  | 8     |
| Canadá (Nedohin)     | Martelo | 0 | 1 | 0 | 2 | 0 | 1 | 0 | 0 | 0 | X  | 4     |

| Pista C             | LSFE    | 1 | 2 | 3 | 4 | 5 | 6 | 7 | 8 | 9 | 10 | Final |
| ------------------- | ------- | - | - | - | - | - | - | - | - | - | -- | ----- |
| Coreia do Sul (Kim) | Martelo | 3 | 0 | 0 | 0 | 1 | 0 | 0 | 2 | 0 | 1  | 7     |
| China (Wang)        |         | 0 | 0 | 2 | 1 | 0 | 2 | 0 | 0 | 0 | 0  | 5     |

| Pista D                    | LSFE    | 1 | 2 | 3 | 4 | 5 | 6 | 7 | 8 | 9 | 10 | Final |
| -------------------------- | ------- | - | - | - | - | - | - | - | - | - | -- | ----- |
| Itália (Gaspari)           |         | 0 | 0 | 0 | 0 | 0 | 1 | 0 | X | X | X  | 1     |
| Estados Unidos (Pottinger) | Martelo | 2 | 0 | 1 | 2 | 2 | 0 | 3 | X | X | X  | 10    |

Décima-segunda rodada
Quarta-feira, 21 de março, 9:00
| Pista A             | LSFE    | 1 | 2 | 3 | 4 | 5 | 6 | 7 | 8 | 9 | 10 | Final |
| ------------------- | ------- | - | - | - | - | - | - | - | - | - | -- | ----- |
| Coreia do Sul (Kim) |         | 0 | 0 | 3 | 0 | 1 | 0 | 0 | 1 | 0 | X  | 5     |
| Canadá (Nedohin)    | Martelo | 0 | 2 | 0 | 2 | 0 | 2 | 0 | 0 | 1 | X  | 7     |

| Pista B          | LSFE    | 1 | 2 | 3 | 4 | 5 | 6 | 7 | 8 | 9 | 10 | Final |
| ---------------- | ------- | - | - | - | - | - | - | - | - | - | -- | ----- |
| Itália (Gaspari) | Martelo | 0 | 0 | 1 | 0 | 0 | 2 | 1 | 0 | 0 | X  | 4     |
| Suíça (Ott)      |         | 0 | 2 | 0 | 1 | 1 | 0 | 0 | 2 | 2 | X  | 8     |

| Pista C                    | LSFE    | 1 | 2 | 3 | 4 | 5 | 6 | 7 | 8 | 9 | 10 | Final |
| -------------------------- | ------- | - | - | - | - | - | - | - | - | - | -- | ----- |
| Chéquia (Klímová)          |         | 0 | 1 | 0 | 0 | 0 | 1 | 1 | 0 | 1 | 0  | 4     |
| Estados Unidos (Pottinger) | Martelo | 1 | 0 | 0 | 1 | 1 | 0 | 0 | 2 | 0 | 1  | 6     |

| Pista D              | LSFE    | 1 | 2 | 3 | 4 | 5 | 6 | 7 | 8 | 9 | 10 | Final |
| -------------------- | ------- | - | - | - | - | - | - | - | - | - | -- | ----- |
| Suécia (Sigfridsson) | Martelo | 5 | 0 | 0 | 0 | 1 | 0 | 0 | 0 | 1 | X  | 7     |
| China (Wang)         |         | 0 | 0 | 2 | 2 | 0 | 0 | 0 | 1 | 0 | X  | 5     |

Décima-terceira rodada
Quarta-feira, 21 de março, 14:00
| Pista A            | LSFE    | 1 | 2 | 3 | 4 | 5 | 6 | 7 | 8 | 9 | 10 | 11 | Final |
| ------------------ | ------- | - | - | - | - | - | - | - | - | - | -- | -- | ----- |
| China (Wang)       |         | 0 | 2 | 0 | 0 | 0 | 0 | 2 | 1 | 0 | 2  | 0  | 7     |
| Escócia (Muirhead) | Martelo | 1 | 0 | 2 | 1 | 1 | 0 | 0 | 0 | 2 | 0  | 2  | 9     |

| Pista B                    | LSFE    | 1 | 2 | 3 | 4 | 5 | 6 | 7 | 8 | 9 | 10 | Final |
| -------------------------- | ------- | - | - | - | - | - | - | - | - | - | -- | ----- |
| Estados Unidos (Pottinger) |         | 0 | 0 | 1 | 1 | 2 | 0 | 1 | 0 | 2 | X  | 7     |
| Rússia (Sidorova)          | Martelo | 0 | 0 | 0 | 0 | 0 | 1 | 0 | 1 | 0 | X  | 2     |

| Pista C             | LSFE    | 1 | 2 | 3 | 4 | 5 | 6 | 7 | 8 | 9 | 10 | Final |
| ------------------- | ------- | - | - | - | - | - | - | - | - | - | -- | ----- |
| Suíça (Ott)         | Martelo | 0 | 2 | 0 | 0 | 1 | 0 | 0 | 0 | 1 | 0  | 4     |
| Dinamarca (Nielsen) |         | 0 | 0 | 1 | 2 | 0 | 1 | 0 | 2 | 0 | 1  | 7     |

| Pista D              | LSFE    | 1 | 2 | 3 | 4 | 5 | 6 | 7 | 8 | 9 | 10 | Final |
| -------------------- | ------- | - | - | - | - | - | - | - | - | - | -- | ----- |
| Canadá (Nedohin)     | Martelo | 0 | 1 | 0 | 0 | 0 | 3 | 1 | 0 | 0 | 0  | 5     |
| Alemanha (Robillard) |         | 1 | 0 | 0 | 0 | 2 | 0 | 0 | 1 | 0 | 0  | 4     |

Décima-quarta rodada
Quarta-feira, 21 de março, 19:00
| Pista A             | LSFE    | 1 | 2 | 3 | 4 | 5 | 6 | 7 | 8 | 9 | 10 | Final |
| ------------------- | ------- | - | - | - | - | - | - | - | - | - | -- | ----- |
| Dinamarca (Nielsen) | Martelo | 0 | 1 | 0 | 0 | 1 | 1 | 0 | 0 | 0 | 2  | 5     |
| Itália (Gaspari)    |         | 0 | 0 | 1 | 1 | 0 | 0 | 0 | 0 | 2 | 0  | 4     |

| Pista B              | LSFE    | 1 | 2 | 3 | 4 | 5 | 6 | 7 | 8 | 9 | 10 | Final |
| -------------------- | ------- | - | - | - | - | - | - | - | - | - | -- | ----- |
| Alemanha (Robillard) | Martelo | 1 | 0 | 1 | 0 | 0 | 0 | 0 | 2 | 0 | X  | 4     |
| Coreia do Sul (Kim)  |         | 0 | 2 | 0 | 1 | 1 | 0 | 2 | 0 | 3 | X  | 9     |

| Pista C              | LSFE    | 1 | 2 | 3 | 4 | 5 | 6 | 7 | 8 | 9 | 10 | Final |
| -------------------- | ------- | - | - | - | - | - | - | - | - | - | -- | ----- |
| Escócia (Muirhead)   | Martelo | 0 | 1 | 0 | 0 | 0 | 0 | 0 | 1 | 0 | 0  | 2     |
| Suécia (Sigfridsson) |         | 0 | 0 | 0 | 1 | 0 | 0 | 0 | 0 | 1 | 1  | 3     |

| Pista D           | LSFE    | 1 | 2 | 3 | 4 | 5 | 6 | 7 | 8 | 9 | 10 | Final |
| ----------------- | ------- | - | - | - | - | - | - | - | - | - | -- | ----- |
| Rússia (Sidorova) | Martelo | 1 | 0 | 2 | 0 | 2 | 0 | 3 | 0 | 0 | 1  | 9     |
| Chéquia (Klímová) |         | 0 | 1 | 0 | 1 | 0 | 1 | 0 | 2 | 1 | 0  | 6     |

Décima-quinta rodada
Quinta-feira, 22 de março, 9:00
| Pista A                    | LSFE    | 1 | 2 | 3 | 4 | 5 | 6 | 7 | 8 | 9 | 10 | 11 | Final |
| -------------------------- | ------- | - | - | - | - | - | - | - | - | - | -- | -- | ----- |
| Suécia (Sigfridsson)       |         | 0 | 0 | 0 | 2 | 0 | 0 | 0 | 1 | 0 | 2  | 0  | 5     |
| Estados Unidos (Pottinger) | Martelo | 0 | 0 | 2 | 0 | 0 | 0 | 2 | 0 | 1 | 0  | 1  | 6     |

| Pista B           | LSFE    | 1 | 2 | 3 | 4 | 5 | 6 | 7 | 8 | 9 | 10 | Final |
| ----------------- | ------- | - | - | - | - | - | - | - | - | - | -- | ----- |
| Chéquia (Klímová) | Martelo | 0 | 1 | 0 | 2 | 0 | 2 | 0 | 1 | 0 | X  | 6     |
| China (Wang)      |         | 3 | 0 | 3 | 0 | 2 | 0 | 1 | 0 | 2 | X  | 11    |

| Pista C          | LSFE    | 1 | 2 | 3 | 4 | 5 | 6 | 7 | 8 | 9 | 10 | Final |
| ---------------- | ------- | - | - | - | - | - | - | - | - | - | -- | ----- |
| Itália (Gaspari) | Martelo | 0 | 0 | 2 | 0 | 1 | 0 | 1 | 1 | 0 | 1  | 6     |
| Canadá (Nedohin) |         | 1 | 1 | 0 | 0 | 0 | 2 | 0 | 0 | 1 | 0  | 5     |

| Pista D             | LSFE    | 1 | 2 | 3 | 4 | 5 | 6 | 7 | 8 | 9 | 10 | Final |
| ------------------- | ------- | - | - | - | - | - | - | - | - | - | -- | ----- |
| Coreia do Sul (Kim) |         | 0 | 1 | 0 | 2 | 1 | 0 | 0 | 1 | 0 | 0  | 5     |
| Suíça (Ott)         | Martelo | 2 | 0 | 1 | 0 | 0 | 0 | 2 | 0 | 0 | 1  | 6     |

Décima-sexta rodada
Quinta-feira, 22 de março, 14:00
| Pista A              | LSFE    | 1 | 2 | 3 | 4 | 5 | 6 | 7 | 8 | 9 | 10 | Final |
| -------------------- | ------- | - | - | - | - | - | - | - | - | - | -- | ----- |
| Alemanha (Robillard) | Martelo | 1 | 0 | 0 | 1 | 0 | 2 | 0 | 0 | 0 | 2  | 6     |
| Chéquia (Klímová)    |         | 0 | 1 | 0 | 0 | 1 | 0 | 0 | 1 | 2 | 0  | 5     |

| Pista B              | LSFE    | 1 | 2 | 3 | 4 | 5 | 6 | 7 | 8 | 9 | 10 | Final |
| -------------------- | ------- | - | - | - | - | - | - | - | - | - | -- | ----- |
| Dinamarca (Nielsen)  |         | 0 | 0 | 1 | 0 | 0 | 1 | X | X | X | X  | 2     |
| Suécia (Sigfridsson) | Martelo | 2 | 2 | 0 | 2 | 1 | 0 | X | X | X | X  | 7     |

| Pista C             | LSFE    | 1 | 2 | 3 | 4 | 5 | 6 | 7 | 8 | 9 | 10 | Final |
| ------------------- | ------- | - | - | - | - | - | - | - | - | - | -- | ----- |
| Rússia (Sidorova)   | Martelo | 0 | 2 | 0 | 0 | 0 | 0 | 0 | 1 | 0 | 0  | 3     |
| Coreia do Sul (Kim) |         | 0 | 0 | 1 | 1 | 0 | 1 | 2 | 0 | 2 | 0  | 7     |

| Pista D            | LSFE    | 1 | 2 | 3 | 4 | 5 | 6 | 7 | 8 | 9 | 10 | 11 | Final |
| ------------------ | ------- | - | - | - | - | - | - | - | - | - | -- | -- | ----- |
| Escócia (Muirhead) |         | 1 | 1 | 0 | 0 | 2 | 0 | 2 | 0 | 2 | 0  | 1  | 9     |
| Itália (Gaspari)   | Martelo | 0 | 0 | 0 | 2 | 0 | 2 | 0 | 2 | 0 | 2  | 0  | 8     |

Décima-sétima rodada
Quinta-feira, 22 de março, 19:00
| Pista A           | LSFE    | 1 | 2 | 3 | 4 | 5 | 6 | 7 | 8 | 9 | 10 | Final |
| ----------------- | ------- | - | - | - | - | - | - | - | - | - | -- | ----- |
| Suíça (Ott)       | Martelo | 0 | 0 | 0 | 2 | 0 | 0 | 0 | 2 | 0 | 2  | 6     |
| Rússia (Sidorova) |         | 0 | 0 | 1 | 0 | 1 | 1 | 0 | 0 | 1 | 0  | 4     |

| Pista B            | LSFE    | 1 | 2 | 3 | 4 | 5 | 6 | 7 | 8 | 9 | 10 | Final |
| ------------------ | ------- | - | - | - | - | - | - | - | - | - | -- | ----- |
| Canadá (Nedohin)   |         | 0 | 1 | 0 | 0 | 2 | 0 | 0 | 0 | 0 | X  | 3     |
| Escócia (Muirhead) | Martelo | 1 | 0 | 2 | 2 | 0 | 0 | 3 | 0 | 1 | X  | 9     |

| Pista C              | LSFE    | 1 | 2 | 3 | 4 | 5 | 6 | 7 | 8 | 9 | 10 | Final |
| -------------------- | ------- | - | - | - | - | - | - | - | - | - | -- | ----- |
| China (Wang)         |         | 0 | 0 | 0 | 1 | 2 | 0 | 1 | 0 | 1 | 0  | 5     |
| Alemanha (Robillard) | Martelo | 0 | 1 | 1 | 0 | 0 | 1 | 0 | 1 | 0 | 2  | 6     |

| Pista D                    | LSFE    | 1 | 2 | 3 | 4 | 5 | 6 | 7 | 8 | 9 | 10 | Final |
| -------------------------- | ------- | - | - | - | - | - | - | - | - | - | -- | ----- |
| Estados Unidos (Pottinger) |         | 0 | 1 | 0 | 2 | 0 | 3 | 1 | 1 | 0 | X  | 8     |
| Dinamarca (Nielsen)        | Martelo | 1 | 0 | 1 | 0 | 1 | 0 | 0 | 0 | 2 | X  | 5     |

### Partida desempate
Sexta-feira, 23 de março, 14:00
| Pista B                    | LSFE    | 1 | 2 | 3 | 4 | 5 | 6 | 7 | 8 | 9 | 10 | Final |
| -------------------------- | ------- | - | - | - | - | - | - | - | - | - | -- | ----- |
| Canadá (Nedohin)           | Martelo | 0 | 4 | 0 | 2 | 0 | 1 | 0 | 2 | 0 | 0  | 9     |
| Estados Unidos (Pottinger) |         | 0 | 0 | 1 | 0 | 2 | 0 | 2 | 0 | 2 | 1  | 8     |

| Percentuais de jogador(a) | Percentuais de jogador(a) | Percentuais de jogador(a) | Percentuais de jogador(a) |
| Canadá                    | Canadá                    | Estados Unidos            | Estados Unidos            |
| ------------------------- | ------------------------- | ------------------------- | ------------------------- |
| Laine Peters              | 92%                       | Tabitha Peterson          | 96%                       |
| Jessica Mair              | 94%                       | Natalie Nicholson         | 86%                       |
| Beth Iskiw                | 93%                       | Nicole Joraanstad         | 86%                       |
| Heather Nedohin           | 95%                       | Allison Pottinger         | 80%                       |
| Total                     | 93%                       | Total                     | 87%                       |

## Fase eliminatória
|  | Playoff | Playoff       | Playoff       |   |   | Semifinal | Semifinal | Semifinal |   |       | Final | Final  | Final |
|  |         |               |               |   |   |           |           |           |   |       |       |        |       |
|  | 1       | Suécia        | 7             |   |   |           |           |           |   |       |       |        |       |
|  | 2       | Suíça         | 6             |   |   |           |           |           |   |       | 1     | Suécia | 5     |
|  |         |               |               |   | 2 | Suíça     | 9         |           | 2 | Suíça | 6     |        |       |
|  |         | 3             | Coreia do Sul | 6 |   |           |           |           |   |       |       |        |       |
|  | 3       | Coreia do Sul | 4             |   |   |           |           |           |   |       |       |        |       |
|  | 4       | Canadá        | 3             |   |   |           |           |           |   |       |       |        |       |

|  | Disputa do 3º lugar |               |   |
|  |                     |               |   |
|  | 3                   | Coreia do Sul | 6 |
|  | 4                   | Canadá        | 9 |

### 1 vs. 2
Sexta-feira, 23 de março, 19:00
| Pista B              | LSFE    | 1 | 2 | 3 | 4 | 5 | 6 | 7 | 8 | 9 | 10 | 11 | Final |
| -------------------- | ------- | - | - | - | - | - | - | - | - | - | -- | -- | ----- |
| Suécia (Sigfridsson) | Martelo | 2 | 0 | 0 | 1 | 0 | 0 | 1 | 0 | 2 | 0  | 1  | 7     |
| Suíça (Ott)          |         | 0 | 1 | 1 | 0 | 0 | 1 | 0 | 2 | 0 | 1  | 0  | 6     |

| Percentuais de jogador(a) | Percentuais de jogador(a) | Percentuais de jogador(a) | Percentuais de jogador(a) |
| Suécia                    | Suécia                    | Suíça                     | Suíça                     |
| ------------------------- | ------------------------- | ------------------------- | ------------------------- |
| Margaretha Sigfridsson    | 93%                       | Janine Greiner            | 94%                       |
| Maria Wennerström         | 90%                       | Carmen Küng               | 82%                       |
| Christina Bertrup         | 89%                       | Carmen Schäfer            | 88%                       |
| Maria Prytz               | 77%                       | Mirjam Ott                | 78%                       |
| Total                     | 87%                       | Total                     | 86%                       |

### 3 vs. 4
Sábado, 24 de março, 13:00
| Pista B             | LSFE    | 1 | 2 | 3 | 4 | 5 | 6 | 7 | 8 | 9 | 10 | Final |
| ------------------- | ------- | - | - | - | - | - | - | - | - | - | -- | ----- |
| Coreia do Sul (Kim) | Martelo | 0 | 0 | 1 | 0 | 0 | 0 | 1 | 0 | 0 | 2  | 4     |
| Canadá (Nedohin)    |         | 0 | 0 | 0 | 1 | 0 | 1 | 0 | 1 | 0 | 0  | 3     |

| Percentuais de jogador(a) | Percentuais de jogador(a) | Percentuais de jogador(a) | Percentuais de jogador(a) |
| Coreia do Sul             | Coreia do Sul             | Canadá                    | Canadá                    |
| ------------------------- | ------------------------- | ------------------------- | ------------------------- |
| Gim Un-chi                | 91%                       | Laine Peters              | 93%                       |
| Shin Mi-sung              | 90%                       | Jessica Mair              | 85%                       |
| Lee Seul-bee              | 85%                       | Beth Iskiw                | 86%                       |
| Kim Ji-sun                | 89%                       | Heather Nedohin           | 85%                       |
| Total                     | 89%                       | Total                     | 87%                       |

### Semifinal
Sábado, 24 de março, 18:00
| Pista B             | LSFE    | 1 | 2 | 3 | 4 | 5 | 6 | 7 | 8 | 9 | 10 | Final |
| ------------------- | ------- | - | - | - | - | - | - | - | - | - | -- | ----- |
| Suíça (Ott)         | Martelo | 2 | 0 | 0 | 1 | 0 | 2 | 0 | 0 | 3 | 1  | 9     |
| Coreia do Sul (Kim) |         | 0 | 3 | 0 | 0 | 0 | 0 | 1 | 2 | 0 | 0  | 6     |

| Percentuais de jogador(a) | Percentuais de jogador(a) | Percentuais de jogador(a) | Percentuais de jogador(a) |
| Suíça                     | Suíça                     | Coreia do Sul             | Coreia do Sul             |
| ------------------------- | ------------------------- | ------------------------- | ------------------------- |
| Janine Greiner            | 94%                       | Gim Un-chi                | 91%                       |
| Carmen Küng               | 81%                       | Shin Mi-sung              | 88%                       |
| Carmen Schäfer            | 78%                       | Lee Seul-bee              | 78%                       |
| Mirjam Ott                | 74%                       | Kim Ji-sun                | 64%                       |
| Total                     | 82%                       | Total                     | 80%                       |

### Decisão do terceiro lugar
Domingo, 25 de março, 9:00
| Pista B             | LSFE    | 1 | 2 | 3 | 4 | 5 | 6 | 7 | 8 | 9 | 10 | Final |
| ------------------- | ------- | - | - | - | - | - | - | - | - | - | -- | ----- |
| Coreia do Sul (Kim) | Martelo | 1 | 0 | 0 | 2 | 0 | 1 | 0 | 2 | 0 | 0  | 6     |
| Canadá (Nedohin)    |         | 0 | 2 | 1 | 0 | 3 | 0 | 1 | 0 | 1 | 1  | 9     |

| Percentuais de jogador(a) | Percentuais de jogador(a) | Percentuais de jogador(a) | Percentuais de jogador(a) |
| Coreia do Sul             | Coreia do Sul             | Canadá                    | Canadá                    |
| ------------------------- | ------------------------- | ------------------------- | ------------------------- |
| Gim Un-chi                | 89%                       | Laine Peters              | 83%                       |
| Shin Mi-sung              | 78%                       | Jessica Mair              | 83%                       |
| Lee Seul-bee              | 74%                       | Beth Iskiw                | 85%                       |
| Kim Ji-sun                | 74%                       | Heather Nedohin           | 73%                       |
| Total                     | 78%                       | Total                     | 81%                       |

### Final
Domingo, 25 de março, 16:30
| Pista B              | LSFE    | 1 | 2 | 3 | 4 | 5 | 6 | 7 | 8 | 9 | 10 | Final |
| -------------------- | ------- | - | - | - | - | - | - | - | - | - | -- | ----- |
| Suécia (Sigfridsson) | Martelo | 0 | 0 | 2 | 0 | 0 | 2 | 0 | 0 | 2 | 0  | 6     |
| Suíça (Ott)          |         | 0 | 0 | 0 | 2 | 1 | 0 | 0 | 2 | 0 | 2  | 7     |

| Percentuais de jogador(a) | Percentuais de jogador(a) | Percentuais de jogador(a) | Percentuais de jogador(a) |
| Suécia                    | Suécia                    | Suíça                     | Suíça                     |
| ------------------------- | ------------------------- | ------------------------- | ------------------------- |
| Margaretha Sigfridsson    | 100%                      | Janine Greiner            | 89%                       |
| Maria Wennerström         | 89%                       | Carmen Küng               | 80%                       |
| Christina Bertrup         | 94%                       | Carmen Schäfer            | 90%                       |
| Maria Prytz               | 71%                       | Mirjam Ott                | 90%                       |
| Total                     | 87%                       | Total                     | 88%                       |

| Campeonato Mundial Feminino de Curling de 2012 |
| Suíça                                          |
| ---------------------------------------------- |
| Suíça Campeã (3º título)                       |

## Estatísticas

### Top 5
Após fase classificatória; mínimo 5 partidas
| Primeiras         | %  | Segundas          | %  | Terceiras         | %  | Capitãs           | %  |
| Ekaterina Galkina | 91 | Carmen Küng       | 87 | Nicole Joraanstad | 88 | Allison Pottinger | 85 |
| Maria Poulsen     | 90 | Jessica Mair      | 85 | Carmen Schäfer    | 86 | Heather Nedohin   | 84 |
| Laine Peters      | 89 | Vicki Adams       | 84 | Beth Iskiw        | 84 | Mirjam Ott        | 84 |
| Tabitha Peterson  | 89 | Maria Wennerström | 84 | Christina Bertrup | 84 | Maria Prytz       | 84 |
| Janine Greiner    | 89 | Natalie Nicholson | 83 | Lee Seul-bee      | 84 | Kim Ji-sun        | 80 |